# Tuffi ai Giochi della XVI Olimpiade - Piattaforma femminile
La competizione della piattaforma femminile  di tuffi ai Giochi della XVI Olimpiade si è svolta nei giorni 6 e 7 dicembre 1956 allo stadio del nuoto di Melbourne.

## Programma
| Data       | Round          | Note                                                          |
| ---------- | -------------- | ------------------------------------------------------------- |
| 6 dicembre | Qualificazioni | 4 tuffi liberi. I migliori 12 in finale.                      |
| 7 dicembre | Finale         | 2 tuffi liberi (si riporta il punteggio della qualificazione) |

## Risultati

### Qualificazioni
| Pos. | Atleta               | Nazione          | Punteggio singoli tuffi | Punteggio singoli tuffi | Punteggio singoli tuffi | Punteggio singoli tuffi | Totale |
| Pos. | Atleta               | Nazione          | 1º                      | 2º                      | 3º                      | 4º                      | Totale |
| ---- | -------------------- | ---------------- | ----------------------- | ----------------------- | ----------------------- | ----------------------- | ------ |
| 1    | Paula Myers          | Stati Uniti      | 11,36                   | 12,24                   | 14,40                   | 14,96                   | 52,96  |
| 2    | Raïsa Horokhovska    | Unione Sovietica | 13,14                   | 12,42                   | 11,02                   | 16,06                   | 52,64  |
| 3    | Tatyana Vereina      | Unione Sovietica | 13,32                   | 12,24                   | 10,07                   | 16,56                   | 52,19  |
| 4    | Pat McCormick        | Stati Uniti      | 11,36                   | 13,50                   | 13,40                   | 13,02                   | 51,28  |
| 5    | Juno Stover          | Stati Uniti      | 10,88                   | 12,06                   | 13,80                   | 14,07                   | 50,81  |
| 6    | Birte Christoffersen | Svezia           | 12,42                   | 14,06                   | 10,80                   | 13,20                   | 50,48  |
| 7    | Nicole Péllissard    | Francia          | 11,70                   | 12,16                   | 10,98                   | 15,18                   | 50,02  |
| 8    | Lyubov Zhigalova     | Unione Sovietica | 11,70                   | 13,14                   | 13,11                   | 11,27                   | 49,22  |
| 9    | Phyllis Ann Long     | Gran Bretagna    | 12,06                   | 10,72                   | 12,80                   | 13,57                   | 49,15  |
| 10   | Kanoko Tsutani       | Giappone         | 11,04                   | 11,40                   | 11,52                   | 14,49                   | 48,45  |
| 11   | Charmain Welsh       | Gran Bretagna    | 10,24                   | 13,00                   | 11,21                   | 12,10                   | 46,55  |
| 12   | Hatsuko Hirose       | Giappone         | 13,32                   | 12,35                   | 10,80                   | 9,68                    | 46,15  |
| 13   | Eva Pfarrhofer       | Austria          | 10,24                   | 11,40                   | 11,40                   | 12,98                   | 46,02  |
| 14   | Barbara MacAulay     | Australia        | 11,70                   | 12,40                   | 9,69                    | 11,88                   | 45,67  |
| 15   | Hanna Laursen        | Danimarca        | 9,36                    | 11,52                   | 11,78                   | 12,73                   | 45,39  |
| 16   | Rosalyn Barton       | Australia        | 9,60                    | 13,40                   | 12,06                   | 6,90                    | 41,96  |
| 17   | Mary Proença         | Brasile          | 8,48                    | 11,59                   | 6,20                    | 10,44                   | 36,71  |
| 18   | Adele Price          | Australia        | 10,40                   | 10,62                   | 9,20                    | 5,06                    | 35,28  |

### Finale
| Pos.    | Atleta               | Nazione          | Qualif. | Punteggio singoli tuffi | Punteggio singoli tuffi | Totale |
| Pos.    | Atleta               | Nazione          | Qualif. | 1º                      | 2º                      | Totale |
| ------- | -------------------- | ---------------- | ------- | ----------------------- | ----------------------- | ------ |
| Oro     | Pat McCormick        | Stati Uniti      | 51,28   | 15,40                   | 18,17                   | 84,85  |
| Argento | Juno Stover          | Stati Uniti      | 50,81   | 14,96                   | 15,87                   | 81,64  |
| Bronzo  | Paula Myers          | Stati Uniti      | 52,96   | 13,44                   | 15,18                   | 81,58  |
| 4       | Nicole Péllissard    | Francia          | 50,02   | 12,19                   | 16,59                   | 78,80  |
| 5       | Tatyana Vereina      | Unione Sovietica | 52,19   | 11,34                   | 13,42                   | 76,95  |
| 6       | Lyubov Zhigalova     | Unione Sovietica | 49,22   | 12,00                   | 15,18                   | 76,40  |
| 7       | Phyllis Ann Long     | Gran Bretagna    | 49,15   | 12,60                   | 14,40                   | 76,15  |
| 8       | Birte Christoffersen | Svezia           | 50,48   | 11,73                   | 13,00                   | 75,21  |
| 9       | Raïsa Horokhovska    | Unione Sovietica | 52,64   | 4,41                    | 16,79                   | 73,84  |
| 10      | Kanoko Tsutani       | Giappone         | 48,45   | 12,60                   | 9,90                    | 70,95  |
| 11      | Hatsuko Hirose       | Giappone         | 46,15   | 11,97                   | 11,59                   | 69,71  |
| 12      | Charmain Welsh       | Gran Bretagna    | 46,55   | 12,00                   | 10,50                   | 69,05  |